# طردان يافاوي
الطَرَدان اليافاوي (باللاتينية: Cephalaria joppensis ) نوع نباتي يتبع جنس الطردان من الفصيلة الخمانية (وكان سابقا ضمن الفصيلة الممشقية التي دمجت ضمن الخمانية).

## الموئل والانتشار
النبات واطن في بلاد الشام وإيطاليا.